# Élection présidentielle iranienne de 2021
L'élection présidentielle iranienne de 2021 se déroule le 18 juin 2021 afin d'élire le président de la république islamique d'Iran.
Le président sortant Hassan Rohani ne peut se représenter, la constitution limitant la durée de la présidence à deux mandats consécutifs. Seuls sont autorisés à se présenter les candidats approuvés par le Conseil des gardiens de la Constitution, qui en exclut la plupart des candidats réformistes.
Le candidat principaliste, Ebrahim Raïssi, largement favori, remporte le scrutin dès le premier tour.

## Contexte

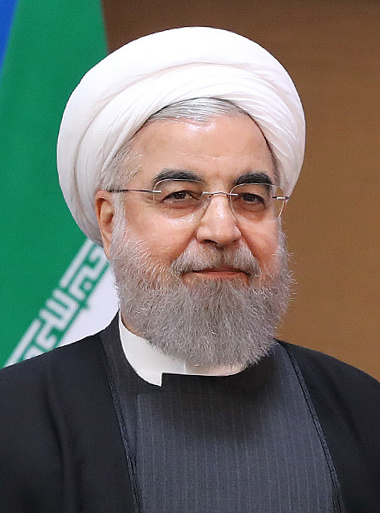
Le président sortant Hassan Rohani.

Le président de la république islamique d'Iran est le plus haut fonctionnaire élu au suffrage direct du pays, le chef du pouvoir exécutif et le deuxième poste le plus important après le guide suprême. Ses prérogatives sont similaires à celles des chefs de gouvernement d'autres pays, à l'exception du contrôle des forces armées, du système judiciaire, de la télévision d'État et de quelques autres organisations gouvernementales clés qui sont sous le contrôle du Guide de la Révolution.
L'élection présidentielle de mai 2017 voit la réélection dès le premier tour avec 57,14 % des voix d'Hassan Rohani, conservateur modéré issu du Parti de la modération et du développement et soutenu par le camp des réformistes. Ayant accompli deux mandats, Rohani est inéligible à sa succession en 2021.
La présidence de Rohani est notamment marquée par la conclusion en 2015 de l'Accord de Vienne qui voit l'Iran s'engager à mettre son programme nucléaire sous contrôle de l'Agence internationale de l'énergie atomique (AIEA) en échange d'une levée des sanctions économiques touchant le pays. En mai 2018, cependant, le président américain Donald Trump annonce le retrait unilatéral des États-Unis de l’accord de Vienne ainsi qu'une reprise des sanctions, en réponse de quoi l'Iran procède à la reprise de son programme nucléaire.
La reprise des sanctions ainsi que la crise sanitaire provoquée par la pandémie de Covid-19 accentuent la crise économique de l'Iran dont la monnaie, le rial, voit sa valeur chuter de moitié depuis avril 2020, et de 90 % depuis la reprise des sanctions. L'inflation s'établit à 48 % sur l'année précédant le scrutin, tandis que le déficit budgétaire atteint 6 % du PIB national. La récession conduit au déclenchement d'importantes manifestations antigouvernementales courant 2019 lorsque le régime décide une augmentation du prix du carburant, dans le contexte de manifestations de grande ampleur dans les pays voisins en Irak et au Liban. Après une répression violente qui voit la mort d'environ 1 500 individus et un arrêt du mouvement, les mensonges des autorités iraniennes au sujet du crash du vol 752 Ukraine International Airlines déclenchent une nouvelle vague de manifestations anti-régime en janvier 2020, plus restreintes et mobilisant essentiellement le milieu étudiant, dans le contexte de la crise américano-iranienne de 2019-2020,.
L'élection présidentielle de 2021 coïncide avec la reprise des négociations pour une remise en œuvre de l'accord, soutenue par l'ensemble des candidats. Hassan Rohani espère ainsi pouvoir arriver à un compromis avant la passation de pouvoir à son successeur en août.

## Système électoral
Le président de la République islamique d'Iran est élu au scrutin uninominal majoritaire à deux tours pour un mandat de quatre ans renouvelable une seule fois de manière consécutive,.
Tout citoyen iranien né en Iran, croyant en Dieu et en la religion officielle de l'Iran — l'Islam —, qui a toujours été fidèle à la Constitution et qui est âgé de plus de 21 ans peut s'inscrire comme candidat à la présidentielle. L'Agence de surveillance des élections (EMA), gérée par le Conseil des gardiens de la constitution, examine les candidatures et sélectionne ceux considérés comme aptes à se présenter aux élections. Le Conseil des gardiens n'annonce pas publiquement la raison du rejet de certains candidats, bien que ces raisons soient expliquées à chaque candidat individuellement. Les candidatures de femmes ont toujours été exclues par le Conseil,.
En 2021, 59 310 307 personnes sont inscrites sur les listes électorales.

## Candidatures
Pour être effectives, les candidatures doivent être validées par le Conseil des Gardiens de la Constitution. Lors de l'élection de 2017, la liste des candidats définitifs avaient été rendues publiques en avril, pour une élection en juin. En 2021, le dépôt officiel des candidatures est ouvert entre le 11 et le 16 mai, pour une publication des candidatures le 26 mai,.
Le 13 mars 2021, le conseil des Gardiens autorise le principe de candidature de personnel militaire à l'élection présidentielle. En 2021, deux candidats, Hossein Dehghan et Said Mohammad sont ainsi issus du corps des Gardiens de la Révolution, organisation paramilitaire dépendant directement du Guide de la révolution.
Le 5 mai, le même conseil annonce une restriction des critères de validation des candidatures à l'élection présidentielle, face à un nombre croissant de personnes déposant un dossier. Les candidats doivent ainsi avoir entre 40 et 75 ans au moment de l'enregistrement de leur candidature, ainsi qu'un niveau minimum d'étude et d'expérience professionnelle et managériale. Cette modification des règles a notamment pour effet de disqualifier Mohammad-Javad Azari Jahromi (en), jeune ministre de l'information du gouvernement d'Hassan Rohani et potentiel candidat pour le camp réformateur,. Ces nouvelles règles créent une forte polémique dans le pays, les réformistes contestant au Conseil des Gardiens la capacité à définir les critères d'admissibilité, ce qui conduit le président Rohani à ordonner au ministère de l'intérieur d'ignorer ces nouvelles règles.
Un total de 592 candidatures, dont quarante de femmes, sont enregistrés le 16 mai à l'issue de la période de déclaration des candidatures.

### Candidatures validées
À l'issue du processus de sélection, le porte parole du Conseil des Gardiens annonce le 25 mai que seuls sept candidats ont été confirmés pour l'élection présidentielle. Comme lors des précédents scrutins, plusieurs candidats se désistent le 16 juin, juste avant la tenue de l'élection :  Alireza Zakani et Saïd Jalili au profit d'Ebrahim Raïssi ainsi que Mohsen Mehralizadeh au profit d'Abdolnaser Hemmati . Seuls quatre candidats restent ainsi en lice.
Les candidats validés sont repris dans le tableau suivant,.
| Nom                             | Portrait | Fonction actuelle | Parti                                                 | Famille politique |
| ------------------------------- | -------- | --- | ----------------------------------------------------- | ----------------- |
| Ebrahim Raïssi                  |          | Chef du système judiciaire iranien, vice-président de l'Assemblée des experts                                                       | Association du clergé militant                        | Principaliste     |
| Mohsen Rezaï                    |          | Secrétaire du Conseil de discernement de l'intérêt supérieur du régime de l'Iran                                                    | Front de résistance islamique d'Iran (en)             | Principaliste     |
| Amir-Hossein Ghazizadeh Hashemi |          | Vice-président du Parlement iranien                                                                                                 | Front de la stabilité de la révolution islamique      | Principaliste     |
| Abdolnaser Hemmati              |          | Gouverneur de la Banque centrale iranienne                                                                                          | Parti des cadres de la construction                   | Réformiste        |
| Saïd Jalili                     |          | Ancien secrétaire du conseil suprême de sécurité nationale Se désiste en faveur d'Ebrahim Raïssi le 16 juin 2021                    | Front de la stabilité de la révolution islamique      | Principaliste     |
| Alireza Zakani                  |          | Ancien membre du Parlement Se désiste en faveur d'Ebrahim Raïssi le 16 juin 2021,                                                   | Société des partisans de la révolution islamique (en) | Principaliste     |
| Mohsen Mehralizadeh             |          | Ancien gouverneur d'Ispahan et ancien vice-président de Mohammad Khatami Se désiste en faveur d'Abdolnaser Hemmati le 16 juin 2021, | Indépendant                                           | Réformiste        |

## Campagne
Une victoire du candidat conservateur Ebrahim Raïssi est attendue, celui-ci étant pressenti pour succéder au Guide de la Révolution Ali Khamenei. L'absence des principaux candidats réformistes, exclus du scrutin, devrait par ailleurs amener à un record d'abstention,,.
Le premier débat télévisé entre les sept candidats se déroule le 5 juin. Aucun candidat n'en sort clairement vainqueur, les échanges portant davantage sur des invectives et accusations personnelles que sur des propositions élaborées,. Si les sujets tels que l'économie, le bilan du gouvernement Rohani sont abordés, les enjeux écologiques, et notamment la problématique de l'eau, sont absents des échanges,.
Le second débat télévisé a lieu le 8 juin, et le dernier débat le 12 juin. Aucun candidat ne s'oppose formellement aux négociations en cours pour un retour à l'accord de Vienne sur le nucléaire iranien (aussi appelé JCPOA). L'adhésion de l'Iran aux normes anticorruption du Groupe d'action financière (ou FATF) fait l'objet d'un débat plus important. Le respect de ces normes est un des préalables à la réinsertion des banques du pays au sein du système monétaire international, et donc, dans l'hypothèse d'un retour à l'accord sur le nucléaire iranien, à la fin de l'isolement économique du pays. Ebrahim Raissi, le favori du scrutin, adopte une position prudente, affirmant que le pays les respectera « uniquement dans l'hypothèse où cela est bénéfique pour le pays », tandis qu'Alireza Zakani se positionne contre et Saeed Jalili indique que le respect de ces normes est pour lui « inutile ».
En matière économique, les candidats s'accordent aussi sur le fait que l'inflation et la corruption soient parmi les tout premier sujets de préoccupation pour les Iraniens. En avril 2021, l'inflation sur un an était supérieure à 50 %.
Par ailleurs, à l'occasion des trois débats de nombreux candidats promettent aussi d'augmenter les aides financières aux foyers les plus pauvres, sans en préciser néanmoins le financement.
Le 15 juin, seulement trois jours avant le scrutin, le parti des cadres de la construction, un parti réformiste, annonce son soutien à la candidature de Abdolnaser Hemmati, revenant sur sa décision de ne pas se prononcer.
La campagne prend fin le mercredi 16 juin, deux jours avant le scrutin.

## Sondages

### Participation
Les sondages avant le scrutin suggèrent une participation exceptionnellement faible, autour de 40%,, dans un contexte d'incapacité du gouvernement Rohani à mettre en œuvre les améliorations économiques promises au début de son deuxième mandat, et où les décisions du Conseil des Gardiens ne permettent pas de disposer d'un panel de candidats représentatifs (notamment avec le blocage de la candidature de Ali Larijani). Conscient que la légitimité du système politique iranien repose notamment sur cette participation, les autorités communiquent fortement dans les dernières semaines avant le scrutin pour inciter les électeurs à aller voter.

### Candidats
| Dates             | Institut                       | Échantillon | Ebrahim Raisi | Mohsen Rezaei | Saeed Jalili | Hemmati | Amirhossein Ghazizadeh | Alireza Zakani | Mehralizadeh | Indécis |
| Dates             | Institut                       | Échantillon | Raïssi        | Rezaï         | Jalili       | Hemmati | Ghazizadeh             | Zakani         | Mehralizadeh | Indécis |
| 30 mai - 1er juin | Iranian Student Polling Agency | 5 000       | 48,6%         | 3,1%          | 1,6%         | 1,3%    | <1%                    | <1%            | <1%          | 41%     |

## Déroulement du scrutin
Le vote est ouvert le 18 juin de 7 h du matin à minuit dans l'ensemble des bureaux de vote du pays, ainsi que dans plusieurs ambassades et consulats,.
Outre l'élection du président de la République, les électeurs sont appelés à participer aux élections municipales et à plusieurs élections partielles pour l'assemblée des experts et l'assemblée consultative islamique.

## Résultats
|                          | Ebrahim Raïssi                  | Association du clergé militant                   | 17 926 345 | 72,38 |  |  |
|                          | Mohsen Rezaï                    | Front de résistance islamique d'Iran             | 3 412 712  | 13,78 |  |  |
|                          | Abdolnaser Hemmati              | Parti des cadres de la construction              | 2 427 201  | 9,80  |  |  |
|                          | Amir-Hossein Ghazizadeh Hashemi | Front de la stabilité de la révolution islamique | 999 718    | 4,04  |  |  |
|                          |                                 |                                                  |            |       |  |  |
| Votes valides            | Votes valides                   | Votes valides                                    | 24 765 976 | 85,60 |  |  |
| Votes blancs et nuls     | Votes blancs et nuls            | Votes blancs et nuls                             | 4 167 028  | 14,40 |  |  |
| Total                    | Total                           | Total                                            | 28 933 004 | 100   |  |  |
| Abstention               | Abstention                      | Abstention                                       | 30 377 303 | 51,22 |  |  |
| Inscrits / participation | Inscrits / participation        | Inscrits / participation                         | 59 310 307 | 48,78 |  |  |

## Analyse et conséquences
Comme attendu, Ebrahim Raïssi l'emporte dès le premier tour avec plus de 72 % des voix. Les trois autres candidats reconnaissent un à un leur défaite dès l'annonce des résultats le lendemain du scrutin. Seuls un peu moins de 49 % des électeurs se sont rendus aux urnes, soit le taux de participation le plus bas de l'histoire de la république islamique,,. Cette situation est alors sans précédent pour le régime, qui a toujours mis en avant des taux de participation élevés pour asseoir sa légitimité.
Ebrahim Raïssi prend ses fonctions le 3 août 2021, et forme son gouvernement. Hassan Rohani ne parvient finalement pas à conclure un nouvel accord sur le nucléaire avant la passation de pouvoir.